# Rona Kenan
Pour les articles homonymes, voir Kenan.
Rona Kenan, née en 1979 à Jaffa, est une auteure-compositrice-interprète israélienne.

## Biographie
Rona Kenan est la fille de l'artiste et romancier israélien Amos Kenan. Sa mère, Nurith Gertz, est professeure émérite de littérature hébraïque et de cinéma à l'Université ouverte d'Israël. Elle dirige également le département de la culture et de la production du Sapir Academic College de Sdérot.
Attirée par la musique dès son plus jeune âge, Rona Kenan se lance dans l'apprentissage de la guitare. Bien que diplômée du programme de théâtre de la Thelma Yellin High School of the Arts de Giv'atayim, elle s'oriente définitivement vers une carrière musicale.

## Carrière professionnelle
En 1997, elle participe au festival Next organisé par le musicien Eran Tzur, où elle arrange et réinterprète les textes de la poétesse et musicienne israélienne Yona Wallach. Elle accompagne ensuite sur scène les artistes Asi Levi et Dana Berger. 
En 1999, elle s'associe au musicien Tal Gordon et enregistre l'album I Didn't Want It to End: Tal Gordon Hosting Rona Kenan, sur lequel elle coécrit quatre morceaux. Le duo entame une tournée promotionnelle au cours de l'année 2000. 
En 2001, Rona Kenan décide d'arpenter les scènes avec sa propre musique, accompagnée de deux musiciens. Elle compose alors ses titres en anglais et s'entoure dès l'année suivante du producteur Izhar Ashdot. En 2003, elle se produit en trio à Tel Aviv avec le multi-instrumentiste Adam Scheflan et le batteur Omri Hanegbi, avant la réalisation de son premier album solo Breathing Down to Zero édité chez NMC Music. Le projet, enregistré en anglais et en hébreu, comprend la participation des artistes Berry Sakharof, Shlomi Shabat et Maya Dunietz. À la suite de la sortie de l'album, la musicienne fragilisée par une période de dépression est contrainte d'annuler sa tournée. Sévèrement critiquée et menacée par l'extrême droite qui l'accuse de solidarité avec l'opposition palestinienne, la chanteuse-compositrice et interprète israélienne annule son concert à Haïfa en juillet 2014. 
Rona Kenan participe à la composition de bandes originales pour différents films et séries télévisées israéliennes, comme la musique de The Cemetery Club, documentaire du réalisateur Tali Shemesh. En 2005, l'artiste intègre la fondation israélienne de la Culture de l'excellence. 
En 2006, elle édite le premier single de son second album Through Foreign Eyes, sorti en février 2007 et comprenant notamment un duo avec Gidi Gov. La musicienne est invitée à se produire à Londres sur la Tamise à bord d'une reconstitution d'un bateau Maapilim ayant transporté les Juifs d’Europe libérés des camps vers Israël en 1946. La Palestine étant alors contrôlée par les autorités britanniques.
En 2009, Rona Kenan publie Shirim Leyoel (Songs for Yoel), un projet conceptuel inspiré de l'histoire de son père. La même année, un homme armé tue deux personnes lors d'une attaque contre un centre de soutien pour les adolescents homosexuels à Tev Aviv. L'artiste, considérée comme l'une des icônes homosexuelles de la communauté gay et lesbienne d'Israël, apporte publiquement son soutien aux victimes. 
En 2013, elle accompagne comme vocaliste et guitariste l'artiste Asaf Avidan, lors de sa tournée européenne, avant de réaliser les premières parties de ses concerts. 

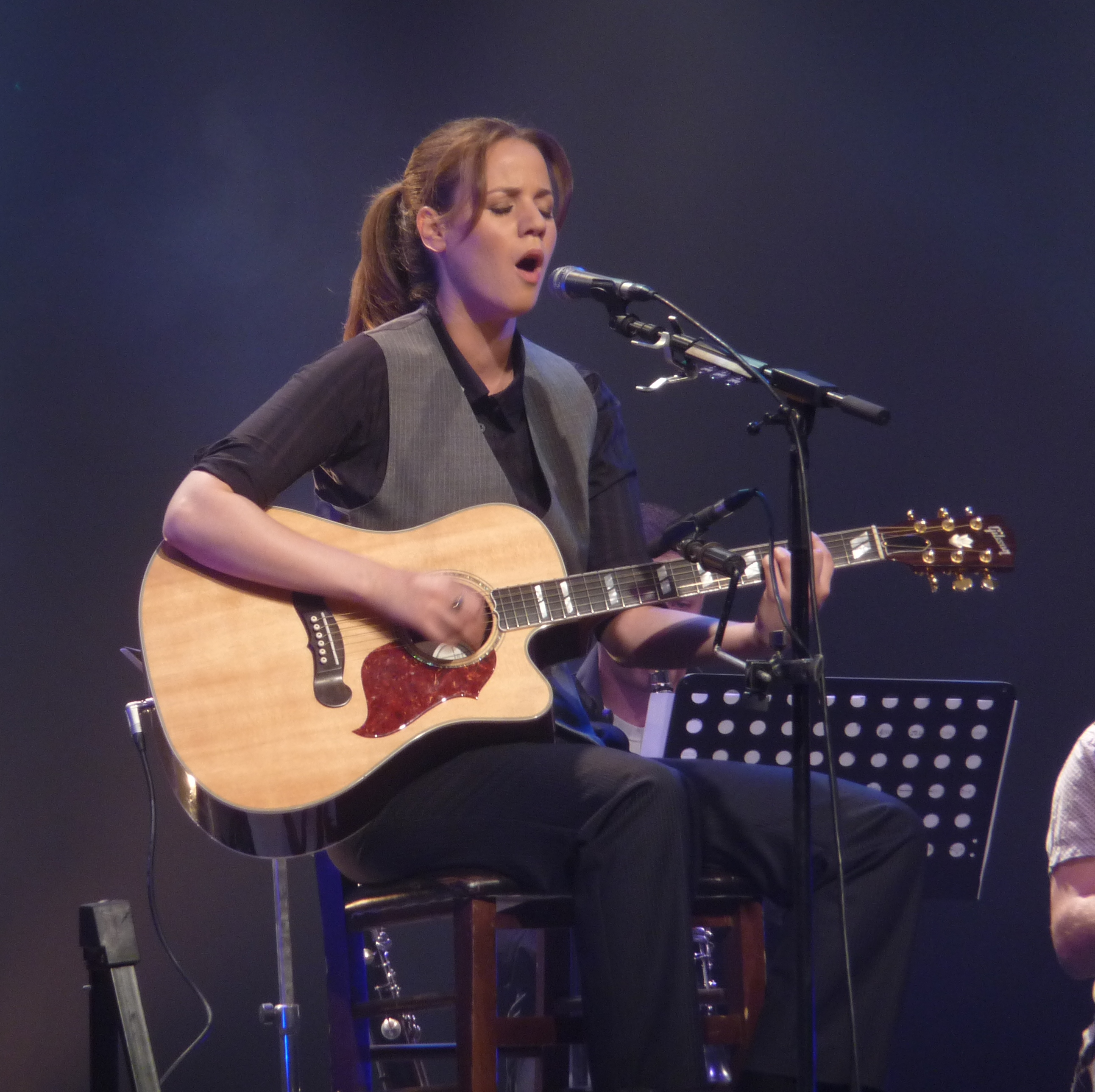
Rona Kenan sur la scène du festival pluridisciplinaire d'Israël à Jérusalem, en mai 2009.

En 2016, le parti d’extrême droite Im Tirtzu accuse une centaine de personnalités et d'artistes israéliens d'œuvrer contre l'État via leurs engagements artistiques et associatifs. Nommée dans cette liste, la musicienne est contrainte d'annuler certains concerts.

## Discographie
- 1999 :  I Didn't Want It to End: Tal Gordon Hosting Rona Kenan avec Tal Gordon
- 2004 : Breathing Down to Zero, NMC Music
- 2007 : Through Foreign Eyes, NMC Music
- 2009 : Songs for Joel, NMC Music
- 2011 : Hamraot VeNechitot, NMC Music
- 2016 : Ratsiti sheze lo yigmar en collaboration avec Tal Gordon